# Murányi Ármin
Murányi Ármin, 1881-ig Pick (Asszonyfa, 1841. május 8. – Budapest, 1902. április 30.) ügyvéd és író. 

## Élete
Pick Áron és Schmelkesz Julianna fia. 1859-ben a Bécsi Egyetem orvosnövendéke volt, azonban 1861-től a Pesti Királyi Tudományegyetemen kezdett jogot hallgatni és öt évvel később jogi doktori oklevelet nyert. Győrött kezdte az ügyvédi gyakorlatot külön királyi engedéllyel, ahol az ügyvédi egylet választmányi és a város bizottsági tagja volt. 1880-ban Budapestre költözött és itt több lapot szerkesztett, így Andrea álnév alatt a Magyar Háziasszonyt, továbbá a Nemzeti Újság című napilapot, a Képes Családi Lapot. 1881-ben Pick családi nevét Murányira változtatta. Nagy szerepet játszott a főváros közoktatásügyi bizottságában és a filantrópia terén is. A Chevra Kadisa egyik vezetője volt. 1900-ban a Felebaráti Szeretet Egylet alelnökévé választották, mely azzal a céllal alakult, hogy kóser ételekkel lássa el a budapesti kórházakat, illetve segítse a gyászoló családokat. Bártfa fürdővé fejlesztése körül is nagy érdemeket szerzett. 
A Kozma utcai izraelita temetőben nyugszik. 

## Családja
Neje Sorer Szidónia (1848–1937) volt.
Gyermekei:
- Murányi Ernő (1869–1939)[7] ügyvéd, gyorsíró. Első felesége Rosenthal Gizella, második felesége Dürrenmath Lujza Blanka volt.[8]
- Murányi Kornélia (1876–1945)[9] festőművész, grafikus, Béldi Izor ügyvéd, zenekritikus felesége.
- Murányi Iván (1878–1916) vegyészmérnök, kereskedelmi tanácsos. A Dr. Keleti és Murányi Rt. tulajdonosa, a Lysoform forgalmazója és reklámarca. Schiffer András dédapja. Felesége Oblath Ilona (1889–1967) volt.[10]
- Murányi Ödön János (1879–1963) magánhivatalnok. Első felesége 1911 és 1924 között Sterk Vilma,[11] Sterk Izidor építész lánya, második felesége egy éven át Juventius Erzsébet volt.[12]
- Murányi Gyula (1881–1920) szobrász-és éremművész.
- Murányi Andrea (1882–1945).[13] Férje 1904 és 1921 között Balog Lipót Lajos szabóüzlet tulajdonos,[14] második férje dr. Nyári Jenő (1881–1945) ügyvéd volt.[15]
- Murányi Vera (1884–1969). Az első gyógyszerkisasszonyok között kapott diplomát. Férje 1908 és 1914 között Schmideg Oszkár bankhivatalnok volt.[16]